# Jean Châtelain
Jean Châtelain dit Tranquille, né à Cholet (Maine-et-Loire) le 30 septembre 1765 et mort à Échemiré (Maine-et-Loire) le 11 juin 1848, est un chef chouan lors de la Révolution française, promu maréchal de camp en 1814.

## Biographie

### Naissance, famille et engagement royaliste
Fils de René Châtelain et Anne Tridier, Jean Châtelain naît à Cholet le 30 septembre 1765. D'origine modeste, il exerce les professions de tisserand mais aussi de maître-sabotier ou de marchand de mouchoirs selon les historiens,,. En 1787, il se marie dans cette même ville avec Catherine Rose Briand. Le couple a trois enfants qui meurent prématurément : leur première fille, Catherine Rose, naît le 1er janvier 1788 et meurt le lendemain, leur deuxième fille, également prénommée Catherine Rose, naît le 5 mars 1789 et meurt le 3 avril suivant, tandis que leur fils Jean naît le 2 avril 1790 et meurt douze jours plus tard.
Dans les premiers combats qui ont lieu dans la région de Cholet en mars 1793 après le début de l'insurrection vendéenne, Jean Châtelain perd sa femme et probablement sa mère. Il s'engage lui-même aux côtés de François de Charette avant de rejoindre les rangs de l'Armée catholique et royale.

### Carrière militaire

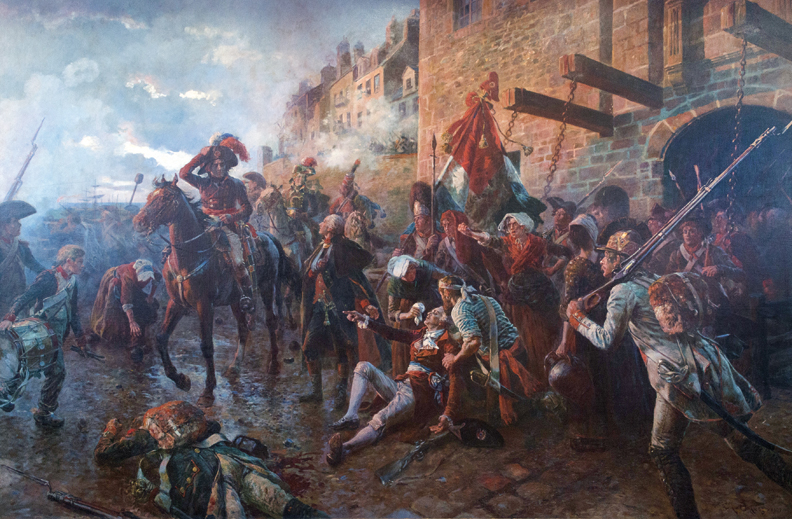
Siège de Granville, mort de Desmaison.

À l'automne 1793, il prend part à la virée de Galerne. Il passe la Loire à Varades avec Antoine-Philippe de La Trémoille dit le prince de Talmont et sert comme capitaine lors du siège de Granville. Il se distingue lors de la bataille du Mans, où les royalistes subissent une lourde défaite. Dans la nuit du 12 au 13 décembre, il est chargé avec d'autres officiers d'assurer la retraite des Vendéens. Combattant jusqu'au matin, il refuse de s'enfuir avec ses camarades et reste caché sous la halle dans une barrique à sel renversée. La nuit suivante, il se retire dans la forêt de Charnie, aux confins des départements de la Mayenne et de la Sarthe. Peu de temps après, il rejoint les chouans de la région de La Flèche. Bien qu'étranger à la ville, il prend vite le commandement d'une des bandes qui parcourt la région, prenant la suite de François de Lonlay, retiré à Château-du-Loir.
Le 18 mars 1795, les généraux Leblay et Varrin, des armées des côtes de Brest et de Cherbourg, accompagnés du maire de La Flèche, François-Louis Rigault de Beauvais, signent une paix avec les principaux chefs chouans de la région mais les troubles reprennent vite et la ville est attaquée le 2 avril suivant. En 1795 il est chef de division dans l'armée de Scépeaux. En 1796, il passe chef de bataillon dans le Maine sous Rochecotte. Traqué par les soldats républicains de La Flèche, Jean Châtelain se cache dans le village de Saint-Jean-de-la-Motte ainsi qu'au Château de Gallerande. En 1799, la bande de Tranquille rejoint l'Armée catholique et royale du Maine, commandée par le comte de Bourmont et dont elle est une des légions. Son engagement lui vaut de monter rapidement en grade : il est fait colonel puis adjudant-général. Il se distingue lors de la bataille du Mans en enlevant notamment un poste armé à Pontlieue et entre dans cette ville en vainqueur alors que celle-ci est prise par les Chouans,. La tête du général Tranquille et mise à prix et une récompense de 10 000 francs est promise à qui le capturerait. Joseph Fouché, le ministre de la Police, le soupçonne d'avoir pris part au complot de l'attentat de la rue Saint-Nicaise, qui vise le Premier Consul Napoléon Bonaparte le 24 novembre 1800. Il est arrêté à La Flèche quelques jours plus tard et transféré à la prison du Mans le 21 janvier 1801, où il est détenu pendant onze mois puis relâché,. Il reste sous surveillance policière par la suite, sous peine d'être de nouveau arrêté et reste caché pendant plusieurs années chez des partisans royalistes dont l'abbé de Bourgneuf, ou dans les bois de Mansigné ou Saint-Jean-de-la-Motte. Dès lors, Tranquille et les Chouans qui l'accompagnent mènent plusieurs attaques, notamment contre les gendarmes. En 1808, l'un d'eux est grièvement blessé après être tombé dans une embuscade tendue par les Chouans entre l'auberge du Point du Jour et Château-Sénéchal. Quelques semaines plus tard, un gendarme est tué sur le pont de Luché.
En 1813, il reprend la chouannerie « attaquant les diligences sur les routes » principalement autour de la ville de Cérans-Foulletourte. En février 1814, il est à la tête d'une troupe de trente-six Chouans qui attaquent une diligence à La Fontaine-Saint-Martin. Le 30 décembre 1814 sous la première restauration, il est promu maréchal de camp et est présenté au roi Louis XVIII à Paris.

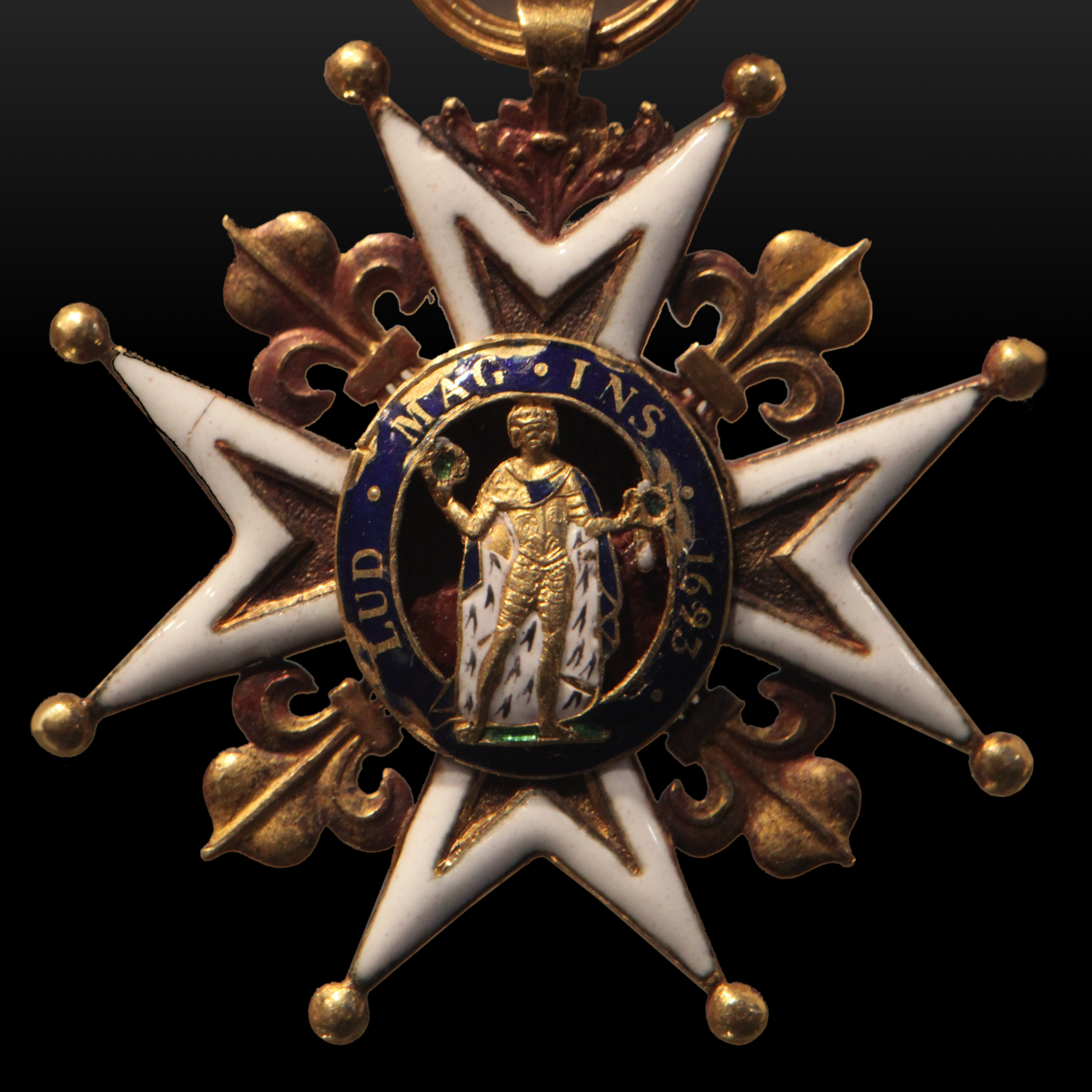
Médaille de l'Ordre royal et militaire de Saint-Louis.

En 1815, pendant les Cent-Jours il rejoint le comte d'Ambrugeac et sert en qualité de commandant en second. Il prend part à la prise de la ville du Lude en juin avec l'aide du général de la Frégeollière et de la légion Lowinski du vicomte de Beaumont. Il entre au Mans le 15 juillet.
Il est connu par antiphrase sous le surnom de Tranquille « qu'il devait à son extrême vivacité ».
Anobli en 1816, Jean Châtelain met fin à sa carrière militaire et se retire au château de La Roussière, près d'Échemiré, puis au Haut-Mincé, dans la même commune,. Certaines sources qui se sont répandues maladroitement et réalisées sans recherches historiques le faisaient résider au Bas-Mincé mais il s'agit là d'une erreur vérifiée grâce aux actes notariés et corrigée dans la nouvelle édition du dictionnaire de Célestin Port datant du XIXe siècle. 
Il offre du travail aux villageois, chasse sur les terres, élève des chevaux, remet en état le domaine et redonne vie aux jardins à ses frais. Il s'établit au rez-de-chaussée, laissant le premier étage en galetas. Il tapisse sa chambre d'un papier à barres bleues sur fond blanc et fait peindre la cheminée de tuffeau en imitation de marbre gris. Un cabinet joint cette chambre et de l'autre côté du corridor se trouve la salle tapissée d'un papier feuilles de chêne sur fond gris, éclairée par une porte-fenêtre donnant sur le jardin. Elle a des carreaux de terre cuite en guise de dallage, poutre et solives apparentes, ce qui n'est plus au gout de l'époque. Dans le jardin, il s’offre une pompe en bois avec un balancier en fer et un jet d'eau en fer blanc. Il couvre la façade de la maison et les murs de clôture de treilles, d'espaliers de pêchers, de poiriers et d'abricotiers. Dans l'avenue et les jardins, il plante des amandiers, des cerisiers et des figuiers. Il se fait remarquer par l'université d'Angers pour ses superbes plants d'asperges.
Le 24 juin 1829, Le général Tranquille résilie son bail et rend les lieux en l'état, avec les objets désignés par un expert. Il part pour sa nouvelle demeure au bourg qu’il a fait construire en parallèle, nommée Le Vallon où il meurt le 11 juin 1848.
Peu de temps avant son décès, son curé et confesseur, l'abbé Béliard, le convainc de brûler ses mémoires qu'il avait rédigées quelques années plus tôt.

## Décoration
Le 17 janvier 1816 il reçoit du roi la décoration de l'ordre de Saint-Louis et des lettres de noblesse.

## Hommages
Parmi les chansons, chantées au Mans après le retour de Louis XVIII, l'une d'elles est consacrée à Tranquille, général en second de l'armée royale.